# ČSD S 499.2 sorozat
A ČSD S 499.2 sorozat egy csehszlovák villamosmozdony-sorozat volt. Összesen 12 db készült belőle. Csehszlovákia felbomlása miatt a mozdonyok jelenleg a ČD 263 sorozatba és a ZSSK 263 sorozatokba tartoznak. A Škoda Plzeň gyártotta 1984-ben a két prototípust, majd 1988-ban a 10 darabos szériát.